# SN 2001ax
SN 2001ax – supernowa typu II odkryta 20 marca 2001 roku w galaktyce A160713-0004. W momencie odkrycia miała maksymalną jasność 17,50m.